# نورمن کورت (کلیپر)
نورمن کورت (کلیپر) (به انگلیسی: Norman Court (clipper)) یک کشتی بود که طول آن Hull, 197.4 ft بود. این کشتی در سال ۱۸۶۹ ساخته شد.